# Nicolas Carmona
Pour les articles homonymes, voir Carmona.
Pas d'image ? Cliquez ici

a Compétitions nationales et continentales officielles uniquement.

b Matchs officiels uniquement.
Dernière mise à jour le 25 juin 2013.
Nicolas Carmona, né le 1er mars 1980 à La Mure (Isère), est un joueur de rugby à XV français. Il évolue aux postes de centre, ailier ou arrière. Il joue au sein de l'effectif du Cercle Sportif de Villefranche sur Saône depuis 2013.

## Biographie
Nicolas Carmona commence le rugby à l'âge de cinq ans à l'école du RC Matheysin. Régulièrement surclassé dans les catégories de jeunes, il passe avec succès les tests physiques qui lui permettent d'intégrer le centre de formation du FC Grenoble en 1997. Il fait ses premiers pas en équipe première lors de la saison 2001-02 de Pro D2. Le club termine le championnat en seconde position et réintègre l'élite la saison suivante. Après quatre années, il quitte son club formateur, relégué administrativement en Fédérale 1, et rejoint les rangs du CS Bourgoin-Jallieu. Moins utilisé par son club, il signe en 2008 un contrat de deux ans en faveur du RC Chalon. En 2010, le club chalonnais dépose son bilan et est relégué de Fédérale 1 à Fédérale 3. Nicolas Carmona rejoint alors l'USO Nevers, autre club de Fédérale 1. À l'été 2013, à 33 ans, il signe en Fédérale 2 à Villefranche.
Parallèlement à sa carrière en club, entre 2002 et 2008, il est régulièrement sélectionné en équipe de France de rugby à sept, avec laquelle il remporte le tournoi de Paris en 2005,.

## Palmarès

### En club
- Vice-champion de France de Pro D2 en 2002 avec le FC Grenoble

### En sélection nationale
- Vainqueur du tournoi de Paris 2005 avec l'équipe de France de rugby à sept